# Murder in the Abbey
Murder in the Abbey (distribuito in alcuni Paesi semplicemente come The Abbey) è un videogioco d'avventura, sviluppato dallo studio spagnolo Alcachofa Soft e pubblicato nel 2008.

## Trama
Il gioco è ambientato nel Medioevo ed è palesemente ispirato al giallo storico Il nome della rosa, il primo romanzo dell'italiano Umberto Eco. Al monaco Leonardo di Toledo viene ordinato di condurre il giovane Bruno all'abbazia di Nuestra Señora de la Natividad per studiare con i monaci del posto, ma avviene un misterioso omicidio.

## Modalità di gioco
Il videogioco consiste sostanzialmente nell'interrogare i monaci dell'abbazia utilizzando il classico gameplay delle avventure grafiche investigative. Inoltre, il videogiocatore collezionerà un inventario di oggetti utili a proseguire nel gioco e dovrà risolvere degli enigmi logici. Nel videogioco i personaggi in 3D si muovono su un ambiente in 2D.

## Accoglienza
| Testata                           | Giudizio |
| --------------------------------- | -------- |
| GameRankings (media al 18-3-2019) | 67.50%   |
| Metacritic (media al 18-3-2019)   | 64/100   |
| Adventure Classic Gaming          | 5/5      |
| Tap Repeatedly                    | 4/5      |
| Multiplayer.it                    | 7.3/10   |

Adventure Classic Gaming ha dato al gioco una brillante recensione, scrivendo che aveva "una produzione eccezionale di una storia eccezionale, accompagnata da divertenti e intuitivi enigmi che raramente ostacolano la progressione della trama". Similmente, Tap Repeatedly ha affermato che il titolo ha "un delizioso e piacevolmente sorprendente mistero con grafica colorata" e un "eccellente doppiaggio". Multiplayer.it ha apprezzato lo stile artistico del gioco simile a quello Disney.
Secondo GameSpot "Murder in the Abbey potrebbe non essere del tutto originale, ma è un'avventura con molta personalità" e per GameWatcher "i fan dei giochi di avventura pura dovrebbero davvero apprezzare questo titolo".